# Brightwell-cum-Sotwell
Brightwell-cum-Sotwell is een civil parish in het bestuurlijke gebied South Oxfordshire, in het Engelse graafschap Oxfordshire met 1538 inwoners.